# Вовчок (Гайсинський район)
Во́вчок — село в Україні, у  Бершадській міській громаді Гайсинського району Вінницької області. Населення становить 476 осіб (за станом на 2001 рік). До 2020 орган місцевого самоврядування — Лісниченська сільська рада.

## Географія
У селі бере початок річка Безіменна, права притока Яланця.

## Історія
7 (20) листопада 1917 року, відповідно до Третього Універсалу Української Центральної Ради, увійшло до складу Української Народної Республіки.
12 червня 2020 року, відповідно розпорядження Кабінету Міністрів України № 707-р «Про визначення адміністративних центрів та затвердження територій територіальних громад Вінницької області», село увійшло до складу Бершадської міської громади.
19 липня 2020 року, в результаті адміністративно-територіальної реформи та ліквідації Бершадського району, село увійшло до складу Гайсинського району.

## Відомі особистості
- Мацілецький Михайло Дмитрович (20.09.1982—29.08.2022) — український військовик, учасник російсько-української війни[4].